# Arjan Peço
Arjan Peço (Tirana, 26 aprile 1975) è un allenatore di calcio ed ex calciatore albanese, di ruolo centrocampista, tecnico del Basilea Under-21.

## Carriera

### Nazionale
Ha collezionato 13 presenze con la nazionale albanese.

## Palmarès

### Giocatore

#### Competizioni nazionali
- Coppa d'Albania: 1

Partizani Tirana: 1996-1997